# Élections régionales de 1986 en Provence-Alpes-Côte d'Azur
Pour un article plus général, voir Élections régionales françaises de 1986.
Les élections régionales ont lieu en Provence-Alpes-Côte d'Azur le 16 mars 1986 pour renouveler les 117 sièges du conseil régional. Il s'agit des premières élections régionales au suffrage universel.
Jean-Claude Gaudin (UDF) est élu à la faveur d'une alliance avec le Front national face au président sortant, le socialiste Michel Pezet.

## Contexte
Michel Pezet (PS) préside le conseil régional sortant, élu au suffrage indirect. Il est candidat pour cette première élection au suffrage universel direct. 
La droite UDF-RPR présente la candidature de Jean-Claude Gaudin. 
Le Front national apparait comme une force montante, notamment depuis les élections cantonales de l'année précédente. Pour Gaudin, le FN est un allié de choix : il déclare « L'adversaire se situe à gauche, ; à droite, je ne vois que des concurrents », mais cette position est contestée au sein même de l'UDF, notamment par François Léotard.
Le Parti communiste présente la candidature de Robert Allione, mais les communistes sont en perte de vitesse dans la région, une partie de leurs électeurs passant au PS.

## Résultats

### Résultats régionaux
| Partis   | Partis   | Voix      | Voix  | Sièges |
| Partis   | Partis   | #         | %     | Sièges |
| -------- | -------- | --------- | ----- | ------ |
|          | UDF-RPR  | 763 899   | 37,39 | 47     |
|          | PS       | 507 551   | 24,84 | 31     |
|          | FN       | 411 020   | 20,12 | 25     |
|          | PCF      | 246 836   | 12,08 | 14     |
|          | ECO      | 50 290    | 2,46  |        |
|          | DVD      | 35 027    | 1,71  |        |
|          | MRG      | 10 443    | 0,51  |        |
|          | DVG      | 9 710     | 0,48  |        |
|          | EXG      | 5 722     | 0,28  |        |
|          | DIV      | 2 781     | 0,14  |        |
|          |          |           |       |        |
| Inscrits | Inscrits | 2 715 484 | 100   |        |
| Votants  | Votants  | 2 118 121 | 78,00 |        |
| Exprimés | Exprimés | 2 043 279 | 96,47 |        |

## Élection du président
Le 21 mars 1986, le conseil régional se réunit pour élire son président. Le matin même, à la suite des réunions de groupe, un accord est annoncé entre la droite et le Front national.
Ainsi, au second tour de scrutin et à l'issue d'une séance houleuse, les voix du parti d'extrême-droite se reporte sur Jean-Claude Gaudin, lui offrant la majorité absolue nécessaire à son élection. Gaudin forme un exécutif composé de 8 vice-présidents : 3 UDF, 3 RPR et 2 vice-présidents FN.
| Candidat | Candidat           | Parti | Premier tour | Second tour |
| -------- | ------------------ | ----- | ------------ | ----------- |
|          | Jean-Claude Gaudin | UDF   | 47           | 72          |
|          | Michel Pezet       | PS    | 31           | 31          |
|          | Ronald Perdomo     | FN    | 25           | —           |
|          | Robert Allione     | PCF   | 14           | 14          |